# Заклятье: Спуск к дьяволу
«Заклятье: Спуск к дьяволу» (англ. The Cellar) — ирландский фильм ужасов режиссёра Брендана Малдауни. Премьера состоялась 12 марта 2022 года на фестивале South by Southwest.

## Сюжет
Кира Вудс переехала в новый дом с мужем, сыном и дочерью. Когда её дочь таинственным образом исчезает в подвале, она обнаруживает, что дом контролирует древняя и могущественная сущность, с которой ей придётся сразиться, чтобы защитить души своей семьи.

## В ролях
- Элиша Катберт — Кира Вудс
- Оуэн Маккен — Брайан Вудс, муж Киры
- Эбби Фис — Элли Вудс, дочь Киры
- Диллон Брэйди Фитцморис— Стивен Вудс, сын Киры
- Тара Ли — Эрика
- Мари Маллен — Роуз Фетерстон

## Маркетинг
Съёмки проходили в Роскоммоне с 8 октября по 24 ноября 2019 года.
Первый трейлер вышел 3 октября 2021 года, а финальный трейлер — в апреле 2022 года.

## Критика
Фильм получил смешанные оценки кинокритиков.